# Hiawatha-glaciären
Hiawatha är en glaciär i nordvästra Grönland (Kungariket Danmark).   Den ligger i kommunen Qaasuitsup, 1 700 km norr om huvudstaden Nuuk. Den ligger 226 meter över havet.
Hiawatha ligger i en dal som åt nordväst sluttar ner mot kusten. Trakten är permanent täckt av is och snö och obebodd.
Under glaciären upptäcktes 2015 en nedslagskrater, kallad Hiawatha-kratern. Först trodde man att den skapats för 12 000 år sedan, men analyser av berggrunden har visat att den är 58 miljoner år gammal.